# Alistair MacLean
Stuart Alistair MacLean (Glasgow, 21 aprile 1922 – Monaco di Baviera, 2 febbraio 1987) è stato un romanziere britannico di successo, autore per lo più di romanzi thriller o storie di avventura, dove ha anche utilizzato lo pseudonimo Ian Stuart.
Ha venduto con i suoi libri un totale stimato di 150 milioni di copie.

## Biografia
MacLean, figlio di un pastore protestante, nacque a Glasgow ma trascorse infanzia e giovinezza a Daviot, 10 miglia a sud di Inverness, apprendendo il gaelico scozzese come lingua materna e l'inglese come seconda lingua.
Nel 1941, durante la Seconda guerra mondiale, si arruolò nella Royal Navy quale marinaio semplice, divenendo poi Capo silurista. Fu imbarcato prima sulla PS Bournemouth Queen, imbarcazione da diporto armata con artiglieria antiaerea, in servizio di guardia costiera in Inghilterra e Scozia, poi dal 1943 sulla HMS Royalist, incrociatore leggero classe Dido, partecipando in Atlantico a missioni di scorta dei convogli artici, e all'Operazione Tungsten contro la corazzata Tirpitz, scortando le portaerei della forza II. Nel 1944 MacLean partecipò ad operazioni nel Mediterraneo, come la preparazione dello sbarco nel sud della Francia (Operazione Dragoon), il blocco di Creta e il bombardamento di Milos nel mar Egeo. Nel 1945 fu in Pacifico, di scorta a gruppi di portaerei che operavano contro obiettivi giapponesi in Birmania, Malaysia e Sumatra (in seguito sosterrà di essere stato catturato e torturato dai giapponesi). Dopo la resa del Giappone, MacLean con il Royalist partecipò allo sgombero dei prigionieri di guerra alleati dal campo di prigionia di Changi a Singapore. Venne congedato dalla Royal Navy nel 1946. In seguito studiò letteratura inglese presso l'Università di Glasgow, laureandosi nel 1953 per poi lavorare come insegnante.
Da studente universitario, MacLean iniziò a scrivere racconti brevi per arrotondare, vincendo un concorso nel 1954 con la storia di mare Dileas. La società editoriale Collins gli chiese un romanzo, lui rispose con HMS Ulysses, basato sulle proprie esperienze di guerra. Il romanzo ebbe grande successo e presto MacLean fu in grado di dedicarsi completamente alla scrittura di racconti di guerra, storie di spionaggio e altre avventure. La sua esperienza di marina, di incursioni e di immersioni subacquee, di viaggi nell'area del polo continuò ad essere l'ispirazione dei suoi racconti più belli. La guerra gli offriva uno scenario ideale per mettere in risalto il carattere dei personaggi.
Nei primi anni sessanta pubblicò due romanzi sotto lo pseudonimo Ian Stuart, al fine di dimostrare che la popolarità dei suoi libri dipendeva dal loro contenuto, piuttosto che dal suo nome sulla copertina. Vendettero bene, ma poiché MacLean non fece alcun tentativo di modificare il suo stile, i fan lo riconobbero facilmente. 
I libri successivi tuttavia non ebbero l'accoglienza dei precedenti poiché talvolta, nel tentativo di attualizzare il soggetti distaccandosi dagli scenari della guerra ormai lontana, egli propone trame eccessivamente improbabili ove agiscono altrettanto improbabili personaggi. Un esempio emblematico è Circo (Circus, 1975), che si regge sostanzialmente sui superpoteri mentali e fisici del protagonista, funambolo dotato di poteri extrasensoriali; abbondano i luoghi comuni, le situazioni stereotipate ed i personaggi di maniera che possono essere accettabili per un film d'avventura commerciale ma non reggono all'analisi più approfondita del lettore.
A MacLean fu assegnato un dottorato in letteratura presso l'Università di Glasgow nel 1983; fu sposato due volte ed ebbe tre figli dalla sua prima moglie. Lottò costantemente con l'alcolismo, che lo portò alla morte a Monaco di Baviera nel 1987. È sepolto a pochi metri da Richard Burton a Céligny, in Svizzera.

## Opere

### Romanzi
- 1955 - H.M.S. Ulysses (HMS Ulysses), Bompiani
- 1957 - I cannoni di Navarone (The Guns of Navarone), Bompiani
- 1957 - South by Java Head
- 1959 - L'ultimo confine (The Last Frontier, o The Secret Ways), Bompiani
- 1959 - Notte senza fine (Night Without End), Bompiani
- 1961 - La paura è la chiave (Fear is the Key), Bompiani
- 1961 - The Dark Crusader, o The Black Shrike
- 1962 - Appuntamento con l'oro (The Golden Rendezvous), Bompiani
- 1962 - Il germe di Satana (The Satan Bug)
- 1963 - Base artica Zebra (Ice Station Zebra), Bompiani
- 1966 - Ora zero: operazione oro (When Eight Bells Toll), Bompiani
- 1967 - Dove osano le aquile (Where Eagles Dare), Bompiani
- 1968 - Forza 10 da Navarone (Force 10 From Navarone), BUR
- 1969 - Burattino in catene (Puppet on a Chain), Longanesi
- 1970 - Carovana per Vaccares (Caravan to Vaccarès), Bompiani
- 1971 - L'isola degli orsi (Bear Island), Bompiani
- 1972 - Capitan Cook (Captain Cook), Bompiani
- 1973 - Morire nella polvere (The Way to Dusty Death), Bompiani
- 1974 - Agguato al Passo del nibbio (Breakheart Pass), Bompiani
- 1975 - Il circo o Circo[2] (Circus), Bompiani
- 1976 - Il Golden Gate (The Golden Gate), Bompiani
- 1977 - Piattaforma infernale (Seawitch), Bompiani
- 1977 - Addio California (Goodbye California), Bompiani
- 1980 - Athabasca (Athabasca), Bompiani
- 1980 - La torre in ostaggio (Hostage Tower), Sonzogno - scritto con John Denis
- 1981 - Il fiume della morte (River of Death), Bompiani
- 1982 - Partigiani (Partisans), Reverdito Editore
- 1983 - Floodgate
- 1984 - San Andreas (San Andreas), Reverdito
- 1985 - Mare solitario e altri 13 racconti (The Lonely Sea), Reverdito
- 1986 - Santorini (Santorini), Reverdito

### Saggistica
- 1962 - Lawrence d'Arabia (All about Lawrence of Arabia), Minerva Italica

## Filmografia
- 1961 - I cannoni di Navarone (The Guns of Navarone) - dal romanzo omonimo
- 1961 - Le vie segrete (The Secret Ways) - dal romanzo "L'ultimo confine"
- 1965 - Stazione 3: top secret (The Satan Bug) - dal romanzo "Il germe di Satana"
- 1968 - Base artica Zebra (Ice Station Zebra) - dal romanzo omonimo
- 1968 - Dove osano le aquile (Where Eagles Dare) - dal romanzo omonimo, anche sceneggiatura
- 1970 - Sezione narcotici (Puppet on a chain), regia di Geoffrey Reeve dal romanzo "Burattino in catene", anche sceneggiatura
- 1971 - Ora zero: operazione oro (When Eight Bells Toll) - dal romanzo omonimo
- 1972 - Gli ultimi sei minuti (Fear is the Key) - dal romanzo "La paura e la chiave"
- 1974 - Il giorno del toro (Caravan to Vaccares) - dal romanzo "Carovana per Vaccares"
- 1975 - Io non credo a nessuno (Breakheart Pass) - dal romanzo "Agguato al Passo del nibbio", anche sceneggiatura
- 1977 - Appuntamento con l'oro (Golden Rendezvous) - dal romanzo omonimo
- 1978 - Forza 10 da Navarone (Force 10 from Navarone) - dal romanzo omonimo
- 1979 - L'isola della paura (Bear Island) - dal romanzo "L'isola degli orsi"
- 1980 - Agenti speciali ONU missione Eiffel (The Hostage Tower) - Film TV dal romanzo "La torre in ostaggio"
- 1989 - Il fiume della morte (River of Death) - dal romanzo omonimo
- 1995 - The Way to Dusty Death - Film TV dal romanzo "Morire nella polvere"
- 1995 - Operazione Rembrandt (Night Watch) - Film TV